# Coin Nord de Mitsamiouli
El Coin Nord de Mitsamiouli (en árabe: الركن الشمالي ميتساميولي‎) es un equipo de fútbol de las islas Comoras que participa en la Primera División de las Comoras, categoría principal de fútbol en las islas.

## Historia
Fue creado en 1960 en la localidad de Mitsamiouli. Actualmente es el equipo más ganador de su país con 7 trofeos de Primera División y 5 Copas de las Comoras.

## Palmarés
- Primera División de las Comoras: 7

1980, 1986, 1990, 2001, 2005, 2007, 2011
- Copa de las Comoras: 5

1983, 1985, 1987, 1989, 2011

## Participación en competiciones de la CAF
| Temporada | Torneo                      | Ronda      | Club                  | Casa | Visita | Global |
| --------- | --------------------------- | ---------- | --------------------- | ---- | ------ | ------ |
| 2006      | Liga de Campeones de la CAF | Preliminar | AS Port-Louis 2000    | n/a1 | 0-1    | 0-1    |
| 2008      | Liga de Campeones de la CAF | Preliminar | Curepipe Starlight SC | 1-0  | 0-2    | 1-2    |
| 2012      | Liga de Campeones de la CAF | Preliminar | Ethiopian Coffee FC   | 1-0  | 1-4    | 2-4    |

1- La serie se jugó a un partido por mutuo acuerdo.